# Preludium op. 45 (Chopin)
Preludium cis-moll op. 45 – preludium na fortepian skomponowane przez Fryderyka Chopina w 1841. Opublikowane tego samego roku w oficynie Mechetti wraz z utworami innych kompozytorów. Dochód z wydania przeznaczony został na budowę pomnika Ludwiga van Beethovena w Bonn.

## Historia
Preludium cis-moll powstało w czasie drugiego pobytu w Nohant (18 czerwca–4 listopada 1841), podczas którego Chopin skomponował utwory od opusu 43 do 49. Preludium mogło powstać 30 września. W ramach organizowanej przez Ferenca Liszta zbiórki pieniędzy na pomnik Beethovena wzniesiony w 1845 oficyna prowadzona przez Pietra Mechettiego postanowiła wydać zbiór utworów fortepianowych jedenastu kompozytorów (m.in. transkrypcję marsza żałobnego z III symfonii Beethovena wykonaną przez Liszta), który w 500 egzemplarzach ukazał się w Wiedniu w 1841. Mechetti prosił Chopina o przekazanie na potrzeby publikacji jednego ze skomponowanych wcześniej mazurków, kompozytor postanowił jednak odmówić, przekazując wydawcy świeżo skomponowane preludium, za które zażądał 300 franków z zastrzeżeniem, że Mechetti może wydać również mazurek, lecz nie jako część Album-Beethoven. W sierpniu 1842 Mechetti wydał Mazurki op. 50.
Preludium op. 45 ukazało 12 grudnia 1841 w wydawnictwie Maurice'a Schlesingera w ramach serii Keepsake des Pianistes skierowanej do prenumeratorów czasopisma „Revue et gazette musicale de Paris”. Za prawa do wydania op. 43–49 przez Schlesingera  Chopin otrzymał 2000 franków. 20 stycznia 1842 op. 45 wydane zostało w Londynie przez oficynę Wessel & Stapleton prowadzoną przez Christiana Rudolfa Wessla i Frederica Stapletona. W tym samym miesiącu Mechetti wydał preludium jako samodzielny utwór. Jest to jedna z niewielu miniatur Chopina, która ukazała się jako pojedynczy opus. Nie zachowały się rękopisy czy kopie edycyjne utworu .
Na początku 1842 Schlesingera ponownie wydał utwór, tym razem z dedykacją dla rosyjskiej arystokratki, księżniczki Elisabeth Tchernischeff (Elżbiety Czerniszew), uczennicy Chopina . W liście wysłanym 6 października 1841 z Nohant do Juliana Fontany Chopin prosił adresata o pomoc w ustaleniu pisowni nazwiska na potrzeby dedykacji.

## Budowa
Rozpisane w 92 taktach preludium ma charakter improwizacji  o melodyce figuracji towarzyszącej. Bywa określane jako nokturn. Utwór utrzymany jest w metrum parzystym alla breve. Różni się on od preludiów wydanych jako op. 28. Zdaniem Mieczysława Tomaszewskiego „utwór jest jedną wielką modulacją” (cis-moll–h-moll–A-dur–fis-moll–D-dur–E-dur–e-moll–B-dur–Ges-dur–Es-dur–As-dur–es-moll–F-dur–A-dur–F-dur–H-dur–cis-moll). Pod koniec utworu eksponowane są, z użyciem pedała, brzmienia alikwotopodobne. Wedle kwestionowanej opinii Ludwika Bronarskiego preludium oparte zostało na skali frygijskiej.
Według Jarosława Iwaszkiewicza „choroba Chopina musiała się (...) odbić na niektórych jego utworach, nadając im (...) kruchość i łamliwość”, jako przykład podając op. 45. Zdaniem Jeana-Jacquesa Eigeldingera na powstanie utworu miało wpływ malarstwo Eugène’a Delacroix.

## Nagrania
Preludium op. 45 nagrali m.in. Raul Koczalski (1929), Alfred Cortot (1949), Bella Dawidowicz (po 1950), Bolesław Woytowicz (ok. 1960), Władimir Aszkenazi (ok. 1965) i Arturo Benedetti Michelangeli (1972).